# Арно Анастасов
Арно Анастасов (на френски език - Arnaud Anastassowa) е френски футболист от български произход, който играе като защитник за УС Форбак.

## Кариера
Анастасов е от български произход. Роден е във 1988 г. във Форбак, Франция. Започва да тренира футбол в местния УС Форбак, след което е привлечен в школата на Мец през 2005 г. След четири години престой преминава във Ф91 Дюделанж от Люксембург на 4 юли 2009 г. След само една година се връща във Франция и подписва отново с УС Форбак.